# Gerani (Cipro)
Gerani o Yerani (in greco Γεράνι?; in turco: Turnalar) è un villaggio della penisola del Karpas, a Cipro. Si trova de facto nel distretto di İskele della Repubblica Turca di Cipro del Nord, mentre de iure appartiene al distretto di Famagosta della Repubblica di Cipro.

## Geografia fisica
Gerani si trova all'estremità occidentale della penisola del Karpas, nel nord-est dell'isola mediterranea di Cipro, ed è situato 8 km a nord-est di Trikomo, sul versante meridionale delle montagne di Kyrenia.

## Origini del nome
Gerani deriva dalla parola greca per 'gru'. La traduzione turca Turnalar divenne il nome del paese nel 1975, un anno dopo la fuga dal villaggio dei greci ciprioti.

## Monumenti e luoghi di interesse

### Architetture religiose
Dopo l'invasione turca del 1974, mentre la chiesa di Agia Aikaterini fu trasformata in moschea,  la cappella della Panaghia Evangelistria venne usata come granaio. La chiesa di Agios Georgios fu completamente distrutta ed è ora in rovina.

## Società

### Evoluzione demografica
Nel 1831, quando l'isola faceva ancora parte dell'impero ottomano, il villaggio aveva 18 capifamiglia maschi (solo questi furono contati). Nel 1891, sotto il dominio coloniale britannico, c'erano 171 "greci", che nel censimento britannico erano equiparati ai cristiani, e due "turchi", che erano analogamente equiparati ai musulmani. Se non si tiene conto del censimento del 1891,  fino alla loro espulsione nel 1974 solo greci ciprioti vivevano nel villaggio. Nel frattempo, la popolazione di Gerani crebbe da 217 abitanti nel 1901 a 252 nel 1911, passando a 301 dieci anni dopo e a 366 nel 1931. Nel 1946 abitavano nel villaggio 358 greci, ma la popolazione scese a 211 abitanti nel 1960 e a 170 nel 1973. Nel luglio e agosto 1974, come quasi ovunque nel nord di Cipro, la maggior parte dei non-turchi fuggì dalle truppe turche che avanzavano.
Nel 1976, turchi delle province di Konya e Denizli si stabilirono nel villaggio. Nel 1978, il villaggio, ora chiamato Turnalar, aveva 90 abitanti, un numero che è salito a 138 nel 1996. La popolazione è rimasta ampiamente stabile (2006: 134; 2011: 142).